# Atletism la Jocurile Olimpice de vară din 1928
Probele sportive de atletism la Jocurile Olimpice de vară din 1928 s-au desfășurat în perioada 29 iulie - 5 august 1928 la Amsterdam, Olanda. Au fost 27 de probe sportive, în care au concurat 706 sportivi, din 40 de țări.

## Stadion
Probele au avut loc pe Stadionul Olimpic din Amsterdam. Acesta a fost construit special pentru Jocurile Olimpice din 1928.

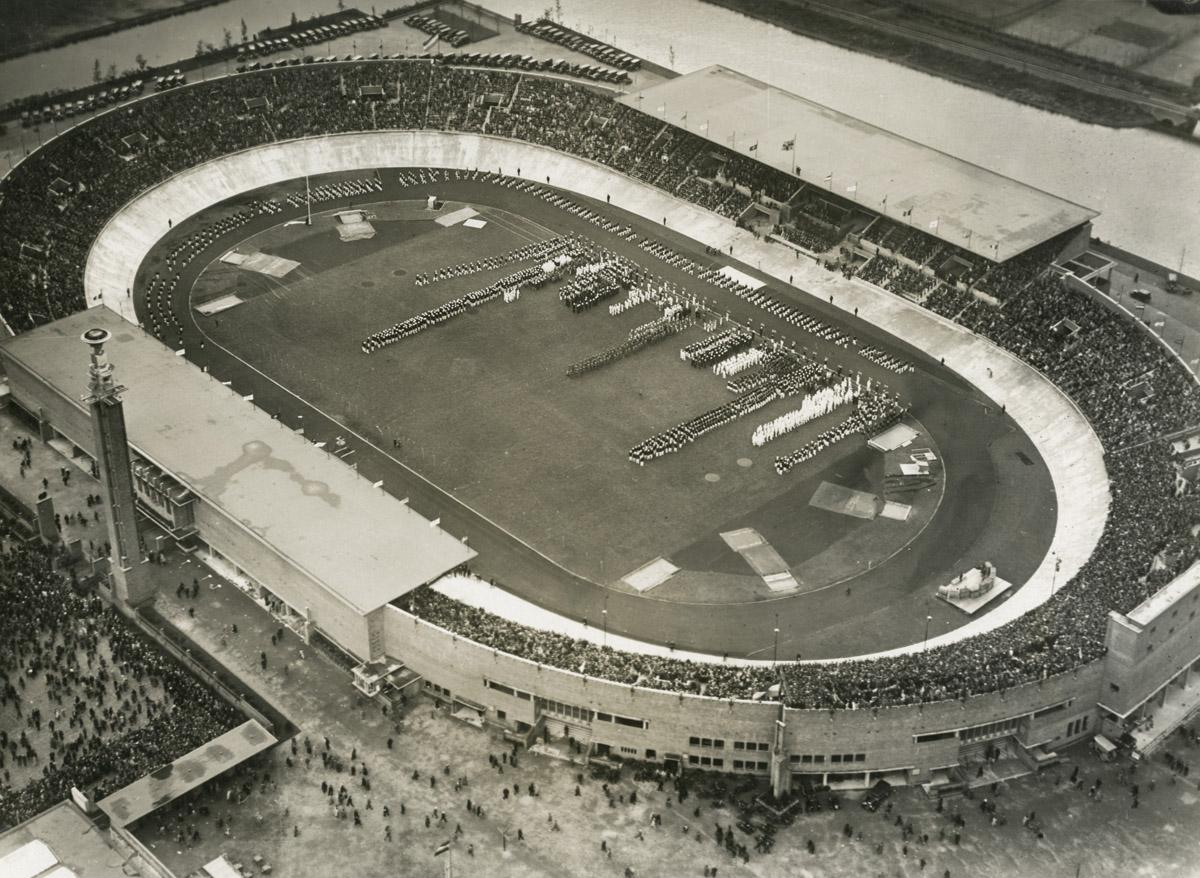
Stadionul Olimpic
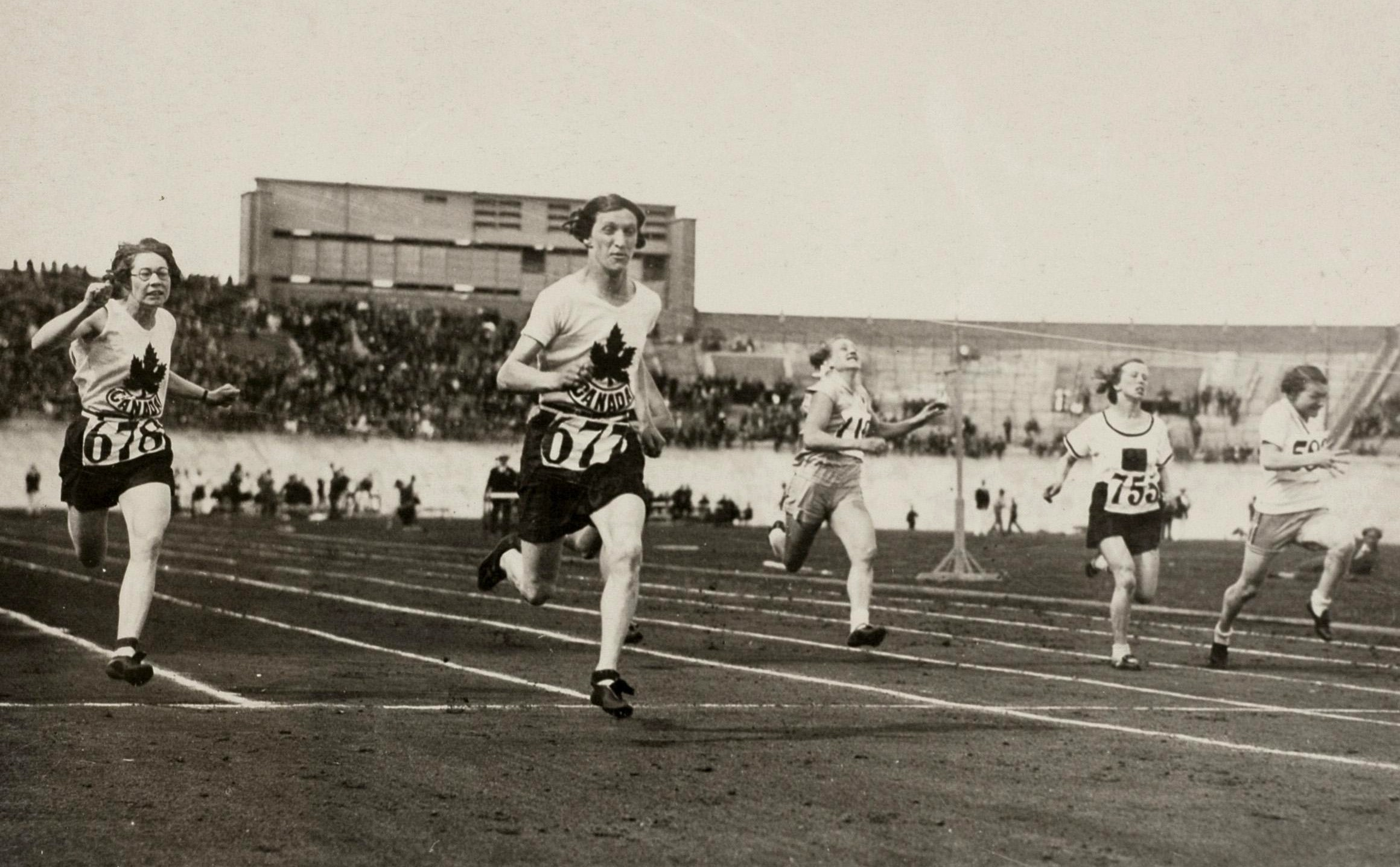
100 m

## Probe sportive

### Masculin
| Event                        | Aur                                                                                             | Aur      | Argint                                                                                 | Argint   | Bronz                                                                             | Bronz    |
| 100 m detalii                | Percy Williams (CAN)                                                                            | 10,8     | Jack London (GBR)                                                                      | 10,9     | Georg Lammers (GER)                                                               | 10,9     |
| 200 m detalii                | Percy Williams (CAN)                                                                            | 21,8     | Walter Rangeley (GBR)                                                                  | 21,9     | Helmut Körnig (GER)                                                               | 21,9     |
| 400 m detalii                | Ray Barbuti (USA)                                                                               | 47,8     | James Ball (CAN)                                                                       | 47,9     | Joachim Büchner (GER)                                                             | 48,1     |
| 800 m detalii                | Douglas Lowe (GBR)                                                                              | 1:51,8   | Erik Byléhn (SWE)                                                                      | 1:52,8   | Hermann Engelhard (GER)                                                           | 1:53,2   |
| 1500 m detalii               | Harri Larva (FIN)                                                                               | 3:53,2   | Jules Ladoumegue (FRA)                                                                 | 3:53,8   | Eino Purje (FIN)                                                                  | 3:56,4   |
| 5000 m detalii               | Ville Ritola (FIN)                                                                              | 14:38,0  | Paavo Nurmi (FIN)                                                                      | 14:40,0  | Edvin Wide (SWE)                                                                  | 14:41,2  |
| 10 000 m detalii             | Paavo Nurmi (FIN)                                                                               | 30:18,8  | Ville Ritola (FIN)                                                                     | 30:19,4  | Edvin Wide (SWE)                                                                  | 31:00,8  |
| 110 m garduri detalii        | Sydney Atkinson (RSA)                                                                           | 14,8     | Steve Anderson (USA)                                                                   | 14,8     | John Collier (USA)                                                                | 14,9     |
| 400 m garduri detalii        | David Burghley (GBR)                                                                            | 53,4     | Frank Cuhel (USA)                                                                      | 53,6     | Morgan Taylor (USA)                                                               | 53,6     |
| 3000 m obstacole detalii     | Toivo Loukola (FIN)                                                                             | 9:21,8   | Paavo Nurmi (FIN)                                                                      | 9:31,2   | Ove Andersen (FIN)                                                                | 9:35,6   |
| 4×100 m detalii              | Statele Unite ale Americii (USA) · Frank Wykoff · James Quinn · Charles Borah · Henry Russell   | 41,0     | Germania (GER) · Georg Lammers · Richard Corts · Hubert Houben · Helmut Körnig         | 41,2     | Marea Britanie (GBR) · Cyril Gill · Edward Smouha · Walter Rangeley · Jack London | 41,8     |
| 4×400 m detalii              | Statele Unite ale Americii (USA) · George Baird · Fred Alderman · Emerson Spencer · Ray Barbuti | 3:14,2   | Germania (GER) · Otto Neumann · Harry Werner Storz · Richard Krebs · Hermann Engelhard | 3:14,8   | Canada (CAN) · James Ball · Stanley Glover · Phil Edwards · Alex Wilson           | 3:15,4   |
| Maraton detalii              | Boughera El Ouafi (FRA)                                                                         | 2:32:57  | Manuel Plaza (CHI)                                                                     | 2:33:23  | Martti Marttelin (FIN)                                                            | 2:35:02  |
| Săritura în înălțime detalii | Bob King (USA)                                                                                  | 1,94     | Benjamin Hedges (USA)                                                                  | 1,91     | Claude Ménard (FRA)                                                               | 1,91     |
| Săritura cu prăjina detalii  | Sabin Carr (USA)                                                                                | 4,20     | William Droegemuller (USA)                                                             | 4,10     | Charles McGinnis (USA)                                                            | 3,95     |
| Săritura în lungime detalii  | Edward Hamm (USA)                                                                               | 7,73     | Silvio Cator (HAI)                                                                     | 7,58     | Alfred Bates (USA)                                                                | 7,40     |
| Triplusalt detalii           | Mikio Oda (JPN)                                                                                 | 15,21    | Levi Casey (USA)                                                                       | 15,17    | Vilho Tuulos (FIN)                                                                | 15,11    |
| Aruncarea greutății detalii  | John Kuck (USA)                                                                                 | 15,87    | Herman Brix (USA)                                                                      | 15,75    | Emil Hirschfeld (GER)                                                             | 15,72    |
| Aruncarea discului detalii   | Bud Houser (USA)                                                                                | 47,32    | Antero Kivi (FIN)                                                                      | 47,23    | James Corson (USA)                                                                | 47,10    |
| Aruncarea ciocanului detalii | Pat O'Callaghan (IRL)                                                                           | 51,39    | Ossian Skiöld (SWE)                                                                    | 51,29    | Edmund Black (USA)                                                                | 49,03    |
| Aruncarea suliței detalii    | Erik Lundqvist (SWE)                                                                            | 66,60    | Béla Szepes (HUN)                                                                      | 65,26    | Olav Sunde (NOR)                                                                  | 63,97    |
| Decatlon detalii             | Paavo Yrjölä (FIN)                                                                              | 8053,290 | Akilles Järvinen (FIN)                                                                 | 7931,500 | Ken Doherty (USA)                                                                 | 7706,650 |

### Feminin
| Event                        | Aur                                                                     | Aur    | Argint                                                                                            | Argint | Bronz                                                                      | Bronz  |
| 100 m detalii                | Betty Robinson (USA)                                                    | 12,2   | Bobbie Rosenfeld (CAN)                                                                            | 12,3   | Ethel Smith (CAN)                                                          | 12,3   |
| 800 m detalii                | Lina Radke (GER)                                                        | 2:16,8 | Kinue Hitomi (JPN)                                                                                | 2:17,6 | Inga Gentzel (SWE)                                                         | 2:17,8 |
| 4×100 m detalii              | Canada (CAN) · Myrtle Cook · Ethel Smith · Bobbie Rosenfeld · Jane Bell | 48,4   | Statele Unite ale Americii (USA) · Jessie Cross · Loretta McNeil · Betty Robinson · Mary Washburn | 48,8   | Germania (GER) · Anni Holdmann · Leni Junker · Rosa Kellner · Leni Schmidt | 49,0   |
| Săritura în înălțime detalii | Ethel Catherwood (CAN)                                                  | 1,595  | Lien Gisolf (NED)                                                                                 | 1,560  | Mildred Wiley (USA)                                                        | 1,560  |
| Aruncarea discului detalii   | Halina Konopacka (POL)                                                  | 39,62  | Lillian Copeland (USA)                                                                            | 37,08  | Ruth Svedberg (SWE)                                                        | 35,92  |

## Clasament pe medalii
| Loc   | Țară                       | Aur | Argint | Bronz | Total |
| ----- | -------------------------- | --- | ------ | ----- | ----- |
| 1     | Statele Unite ale Americii | 9   | 8      | 8     | 25    |
| 2     | Finlanda                   | 5   | 5      | 4     | 14    |
| 3     | Canada                     | 4   | 2      | 2     | 8     |
| 4     | Marea Britanie             | 2   | 2      | 1     | 5     |
| 5     | Germania                   | 1   | 2      | 6     | 9     |
| 6     | Suedia                     | 1   | 2      | 4     | 7     |
| 7     | Franța                     | 1   | 1      | 1     | 3     |
| 8     | Japonia                    | 1   | 1      | 0     | 2     |
| 9     | Irlanda                    | 1   | 0      | 0     | 1     |
| 9     | Polonia                    | 1   | 0      | 0     | 1     |
| 9     | Africa de Sud              | 1   | 0      | 0     | 1     |
| 12    | Chile                      | 0   | 1      | 0     | 1     |
| 12    | Haiti                      | 0   | 1      | 0     | 1     |
| 12    | Ungaria                    | 0   | 1      | 0     | 1     |
| 12    | Olanda                     | 0   | 1      | 0     | 1     |
| 16    | Norvegia                   | 0   | 0      | 1     | 1     |
| Total | Total                      | 27  | 27     | 27    | 81    |